# Targionia yuccarum
Targionia yuccarum är en insektsart som först beskrevs av Cockerell 1898.  Targionia yuccarum ingår i släktet Targionia och familjen pansarsköldlöss. Inga underarter finns listade i Catalogue of Life.